# Nikita Serebriakov
Nikita Sergueïevitch Serebriakov (en russe : Ники́та Серге́евич Серебрякóв et en anglais : Nikita Serebryakov), né le 1er novembre 1995 à Moscou en Russie, est un joueur professionnel russe de hockey sur glace. Il évolue au poste de gardien de but.

## Biographie

### Carrière en club
Formé au HK Dinamo Moscou, il joue ses premiers matchs en junior avec le HK MVD Balachikha dans la MHL en 2012. Il est choisi au premier tour en 18e position de la sélection européenne 2012 de la Ligue canadienne de hockey par le Spirit de Saginaw. Il part alors en Amérique du Nord et évolue dans la Ligue de hockey de l'Ontario avec le Spirit pendant trois saisons. En 2015, il joue ses premiers matchs en senior avec le Dinamo Balachikha dans la VHL. Le 10 septembre 2016, il joue ses premières minutes dans la KHL avec l'Admiral Vladivostok. Le 4 octobre 2023, il est transféré au SKA Saint-Pétersbourg.

### Carrière internationale
Il représente la Russie au niveau international. Il prend part aux sélections jeunes. Il remporte l'Universiade d'hiver de 2019 avec la Russie.

## Trophées et honneurs personnels

### KHL
- 2022-2023 : meilleur pourcentage d'arrêts.
- 2022-2023 : meilleur gardien de la saison